# Anna Maria Meo
Anna Maria Meo (Crotone, 8 maggio 1962) è una musicologa e direttrice teatrale italiana, direttore generale del Teatro Regio di Parma e direttore artistico del Festival Verdi dal 26 gennaio 2015 al 27 ottobre 2022. Dal 21 maggio 2021 è anche presidente di Opera Europa - prima donna a ricoprire questo incarico a livello internazionale - dopo essere entrata nel consiglio di amministrazione dell'associazione nel 2018 ed eletta vicepresidente nel 2019.
Il 27 luglio 2021 la rivista Forbes la inserisce fra le 100 donne italiane di successo. Il 18 luglio 2024 viene nominata presidente della Scuola di Musica di Fiesole, carica da cui rassegnerà le dimissioni il 6 marzo 2025 per diventare sovrintendente della stessa scuola il 24 aprile 2025.

## Biografia
Nativa di Crotone ma residente in Toscana dai primi anni '80, compie gli studi universitari in Storia della musica all'Università di Firenze dove ebbe come docenti Paolo Fabbri e Ludovico Zorzi; nel 1985 ottiene poi la laurea magistrale in Musicologia all'Università di Siena con una tesi sull'organizzazione musicale in Italia in riferimento alla legge 800. Suo relatore fu il musicologo Luciano Alberti. Sempre nell'ambito della sua formazione accademica seguiranno negli anni successivi un tirocinio di un anno al Maggio Musicale Fiorentino e uno stage retribuito alla Royal Opera House di Londra.
Nel 1988 inizia la sua carriera professionale dirigendo per due anni il Festival delle Colline di Poggio a Caiano; dal 1990 al 1992 è direttore di produzione del Progetto Mozart-Da Ponte e dell'Ente Teatro Romano di Fiesole, nonché direttore
musicale del baritono Claudio Desderi, di cui ne cura anche l'organizzazione delle tournée in Italia e all'estero. Dal 1989 al 2000 la Meo è stata responsabile organizzativo della Fondazione William Walton a Villa La Mortella di Forio d'Ischia (che fu anche l'ultima residenza del musicista), dove si tengono corsi di perfezionamento per cantanti d'opera e dove hanno insegnato docenti del calibro di Jonathan Miller, Colin Graham e Corradina Caporello (quest'ultima proveniente dalla prestigiosa Juilliard School di New York).
Nel 1994 è stata direttore organizzativo e amministrativo del Teatro Del Carretto (compagnia teatrale con sede al Teatro del Giglio di Lucca), riconosciuto e finanziato dal MiBACT, con cui vi collaborerà per molti anni.
Tra il 1995 e il 2003 seguirono numerosi altri importanti incarichi, tra i quali: segretario artistico del Wexford Festival Opera di Wexford, in Irlanda; direttore organizzativo e amministrativo del Centro Tempo Reale di Firenze, diretto da Luciano Berio e con cui vanta produzioni per il Teatro alla Scala di Milano, il Théâtre du Châtelet di Parigi, il Festival di Salisburgo e la Carnegie Hall di New York.
Impegnata in vari progetti locali che vedono coinvolta la città di Firenze tra il 2004 e il 2009, nel 2005 assume il ruolo di direttore di produzione per L'incoronazione di Poppea di Claudio Monteverdi, tenutosi al Teatro Municipal di Salamanca ed eseguito dal Concerto Italiano sotto la direzione musicale del maestro Rinaldo Alessandrini; nel 2007 collabora ad una seconda produzione, La pietra di Diaspro di Adriano Guarnieri, co-prodotto insieme a Ravenna Festival e Teatro dell'Opera di Roma.
Il 26 gennaio 2015 viene nominata direttore generale del Teatro Regio di Parma e direttore artistico del Festival Verdi in sostituzione di Carlo Fontana; manterrà la carica fino al 27 ottobre 2022.
Collabora inoltre con il Ministero degli Esteri alla realizzazione di programmi di scambio culturale in ambito internazionale.

## Vita privata
Era sposata con l'attore e regista Andrea Di Bari (deceduto a Firenze l'8 agosto 2022 dopo una lunga malattia), dal quale ha avuto due figli: Giuliana e Federico.